# Knowledge Interchange Format
Das Knowledge Interchange Format (KIF) ist ein Austauschformat, das mit der Intention geschaffen wurde, Wissen in einem maschinenlesbaren Format zwischen unterschiedlichen Programmen austauschen zu können. Dabei haben sich die Entwickler nicht das Ziel gesetzt, dass mit der Sprache effizient logische Schlüsse gezogen werden können, sondern auf die Repräsentation von Wissen, wie es u. a. in Ontologien vorliegt. KIF nutzt Prädikatenlogik erster Ordnung für Aussagen. Seine Notation ist LISP-basiert.